# Firląg
Firląg (forma żeńska Firląg/Firlągowa, liczba mnoga Firlągowie) – polskie nazwisko. Nosi je około 250 osób. Najwięcej osób o tym nazwisku mieszka na terenie Mazowsza, w powiecie otwockim.
Na początku lat 90. XX wieku w Polsce nosiło je 289 osób.

## Występowanie
Nazwisko silnie związane z powiatem otwockim co wyraźnie wskazuje na jego pochodzenie właśnie z tego regionu.
Najwięcej osób noszących to nazwisko zamieszkuje powiaty:
- Otwock – 149
- Warszawa – 56
- Gryfino – 16
- Radom – 9
- Szczecin – 8
- Piaseczno – 5
- Pruszków – 3
- Cieszyn – 2
- Skarżysko-Kamienna – 1
- Wołomin – 1

## Etymologia
Nazwisko Firląg pochodzi od staropolskiego firląg lub fierląg stanowiącego jednostkę monetarną.